# Холендро Дмитро Михайлович
Дмитро Михайлович Холендро (рос. Дмитрий Михайлович Холе́ндро; * 2 грудня 1921, Ташкент — 1998) — радянський і російський письменник, сценарист.

## Біографія
Народився в родині вчителів.
Закінчив Вищі літературні курси при Спілці письменників в Москві (1956). Друкується з 1938 р.
Автор сценаріїв фільмів:
- «Дзвін Саята» (1967)
- «Яблука сорок першого» (1969)
- «Буйний «Лебідь»» (1977)

та українських кінокартин:
- «Десь є син» (1962)
- «Місто — одна вулиця» (1963)
- «Вулиця тринадцяти тополь» (1969).

Член Спілки письменників Росії.